# Cirilo Alameda y Brea
Cirilo Alameda y Brea (Toledo, 9 de julho de 1781 - Madri, 30 de junho de 1872), foi um religioso espanhol.
Entrou com doze anos na Ordem Franciscana e após alcançar o sacerdócio, prosseguiu com sua formação. Sua grande influência na ordem religiosa que pertencia permitiu-lhe acessar a Corte de Fernando VII, onde exerceu uma notável influência. Foi eleito arcebispo de Santiago de Cuba em 30 de setembro de 1831. A ele se atribui fazer uma mediação entre o Rei Fernando para salvar a vida de Rafael del Riego e outros liberais.
Fugiu de Cuba para ir à França apoiar a guerra civil ao pretendente carlista ao trono de Espanha, Carlos María Isidro de Borbón, frente à rainha Isabel II. Não obstante o triunfo isabelino na guerra, ele considerou-se reintegrado à sociedade espanhola e foi proposto pela rainha arcebispo de Burgos em 1849, sendo eleito senador vitalício. Mais tarde foi igualmente proposto e obteve o arcebispado de Toledo em 1857.
Faleceu em Madri, em junho de 1872, aos 90 anos.